# Thelocactus hexaedrophorus
Thelocactus hexaedrophorus là một loài thực vật có hoa trong họ Cactaceae. Loài này được (Lem.) Britton & Rose miêu tả khoa học đầu tiên năm 1922.

## Hình ảnh

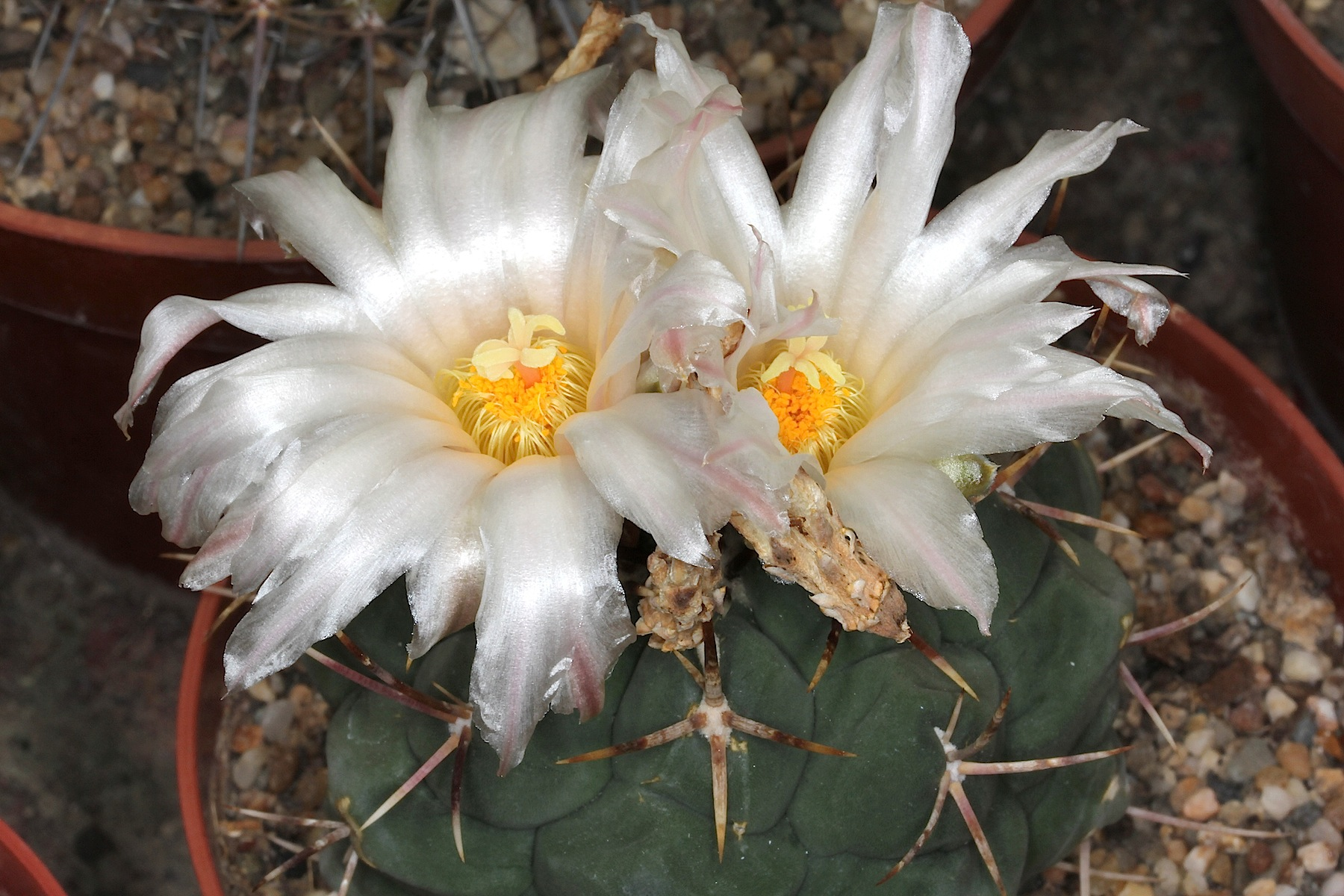
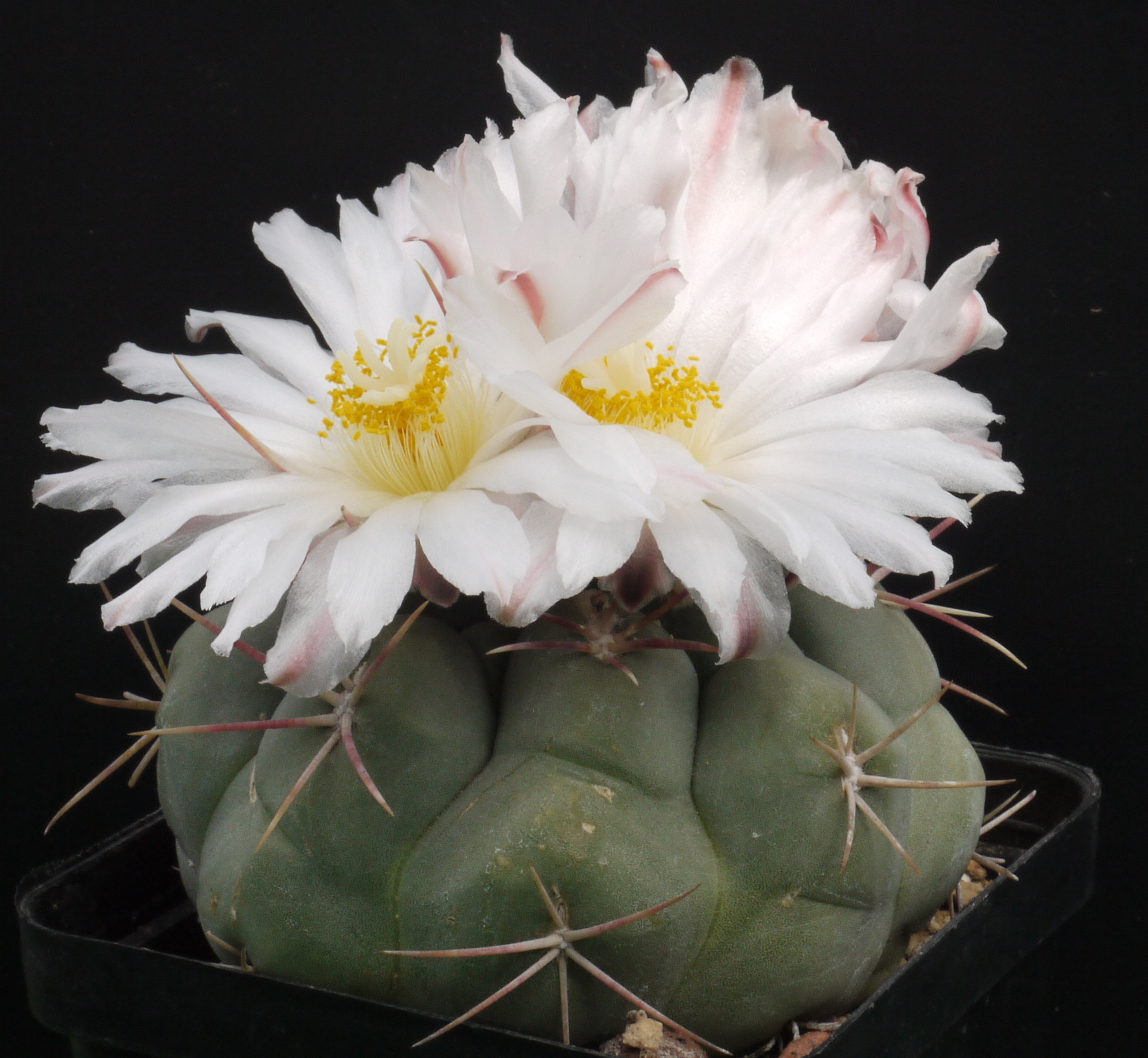
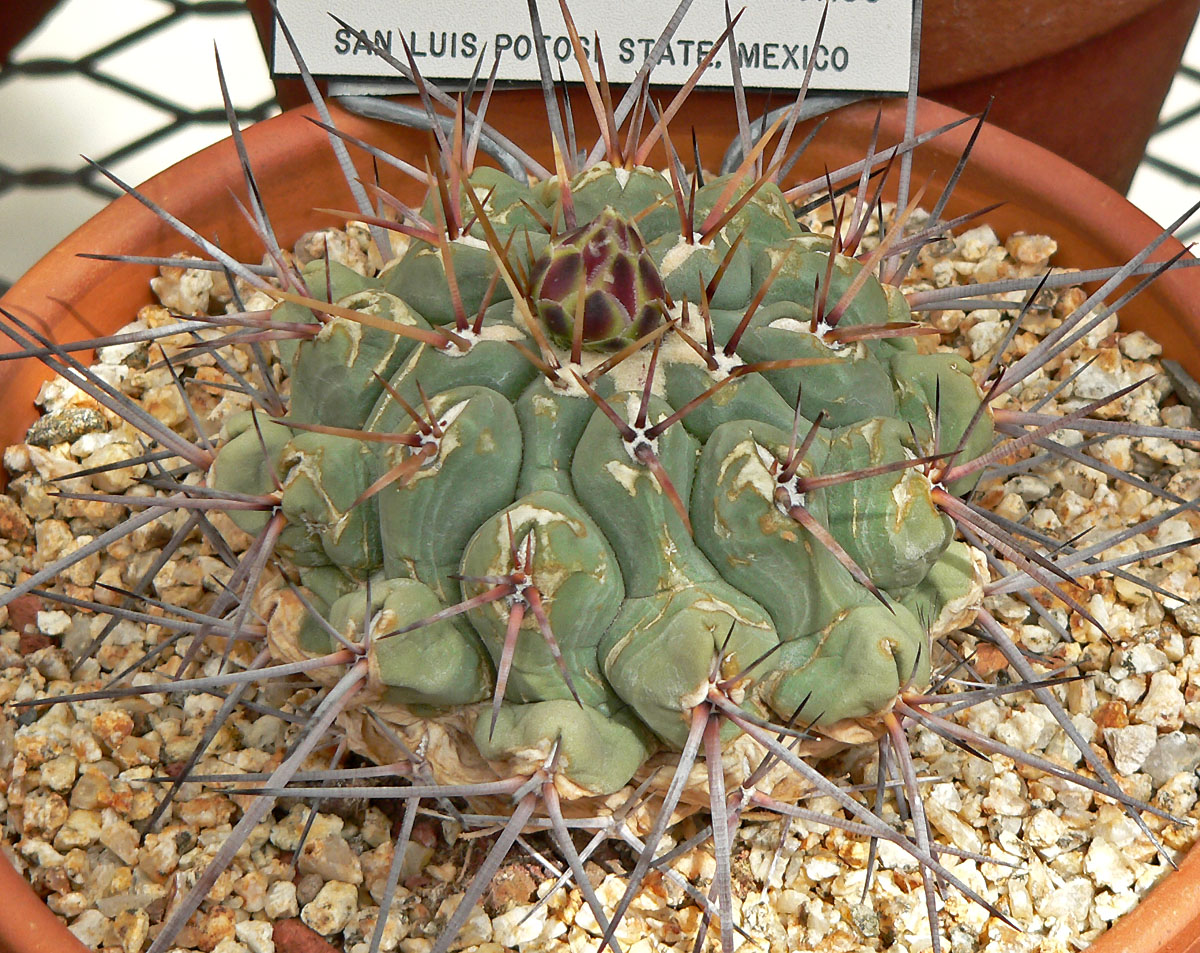
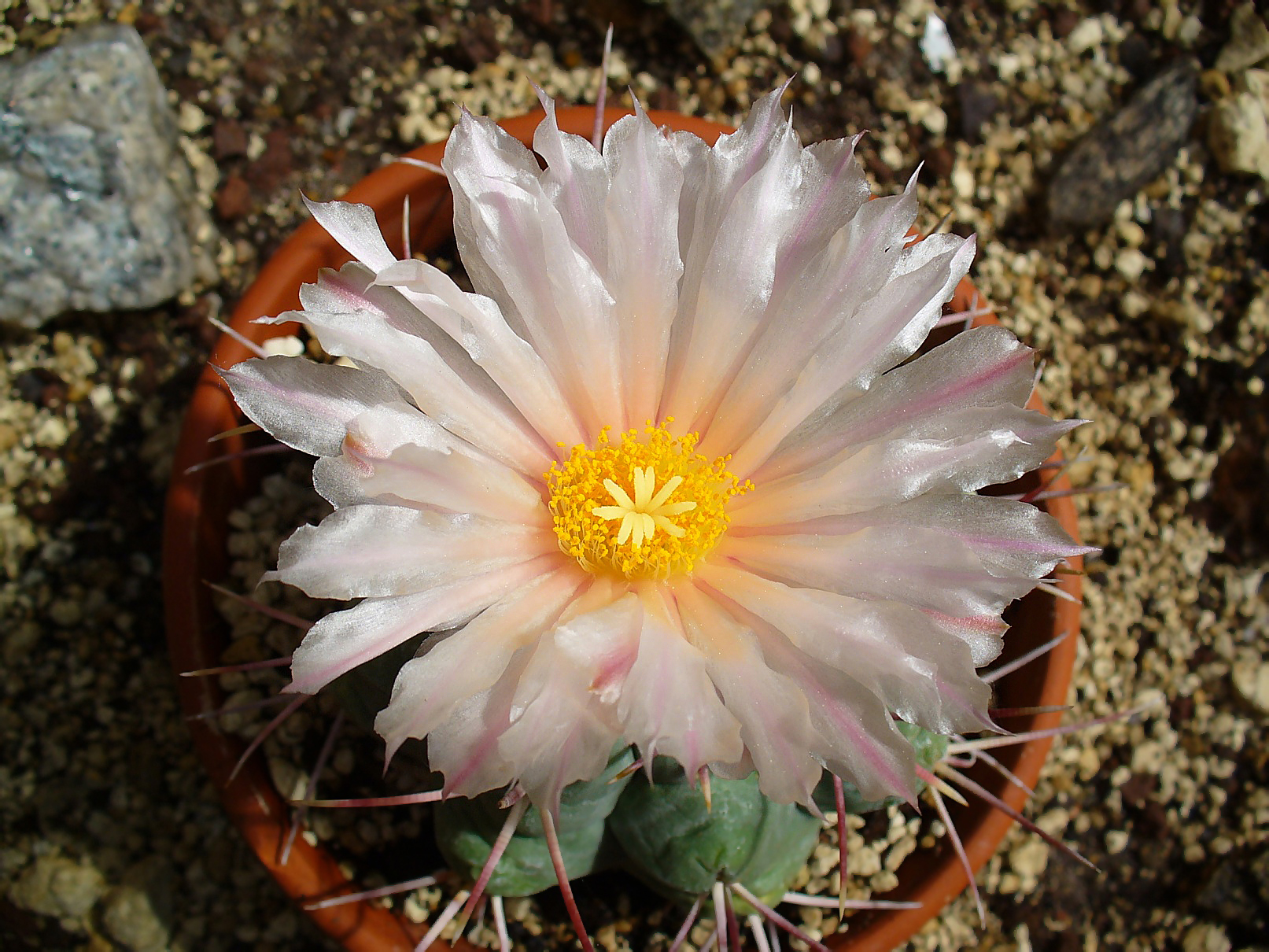
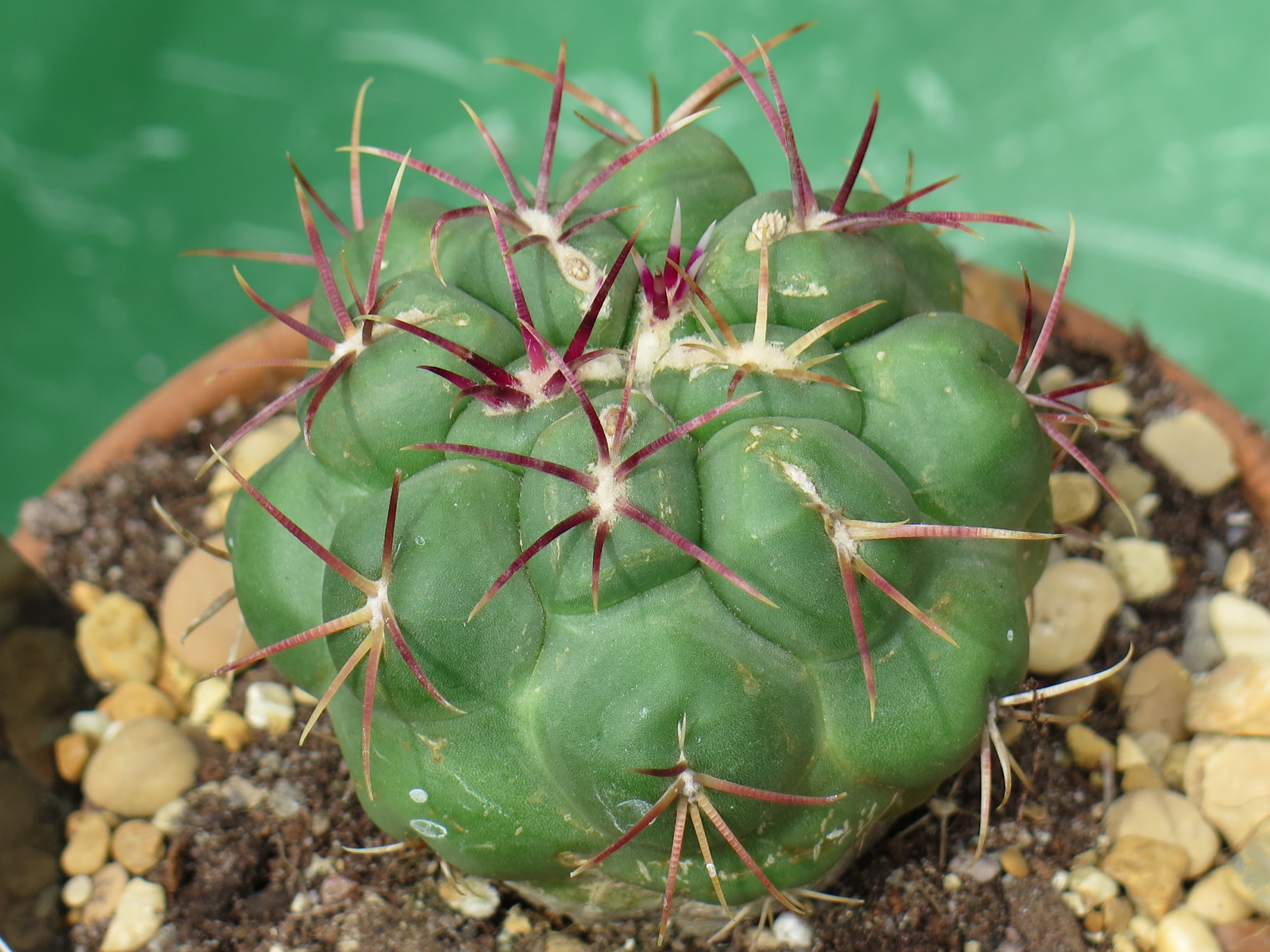